# Milan Nedić

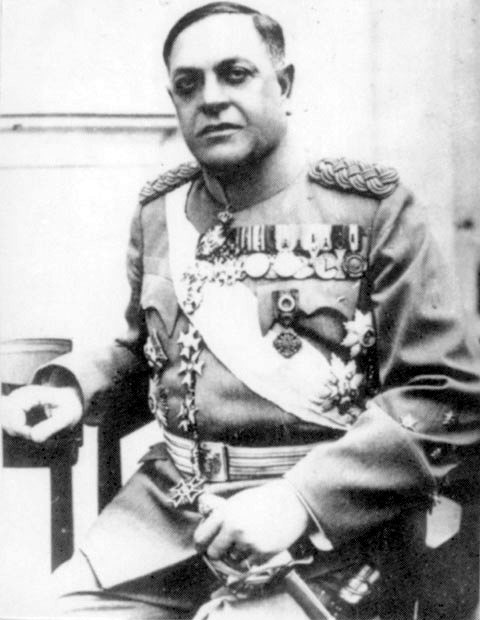
Milan Nedić (um 1939)

Milan Nedić (serbisch-kyrillisch Милан Недић; * 2. September 1878 in Grocka; † 4. Februar 1946 in Belgrad) war ein jugoslawischer Offizier und Politiker aus Serbien. Während des Zweiten Weltkriegs war er Ministerpräsident der Marionettenregierung (offiziell: „Regierung der nationalen Rettung“; serbisch Влада Националног Спаса Vlada Nacionalnog Spasa) des von der Wehrmacht besetzten Serbien.

## Werdegang
Nach Beendigung des Gymnasiums in Kragujevac trat Nedić 1895 in die Militärakademie Niš ein und wurde nach deren Abschluss Unterleutnant der königlichen Armee. Als Oberleutnant besuchte er die höhere Militärakademie, um nach abgeschlossener Generalstabsausbildung 1904 in den serbischen Generalstab übernommen zu werden. 1910 wurde er zum Major und 1913 zum Oberstleutnant befördert, nachdem er während des ersten Balkankriegs eine Reihe von Auszeichnungen und Tapferkeitsorden erhalten hatte. 1915 folgte die Beförderung zum Oberst. Während des Ersten Weltkriegs diente er im Generalstab als jüngster Oberst der serbischen Armee. Von November 1915 bis Januar 1916 deckten seine Truppen den serbischen Rückzug aus Montenegro und Albanien. 1916 wurde er zum Ordonnanzoffizier Königs Peter I. von Serbien ernannt. Im September 1918 befehligte er die Infanterie-Brigade der Timok-Division beim serbischen Durchbruch bei Thessaloniki.

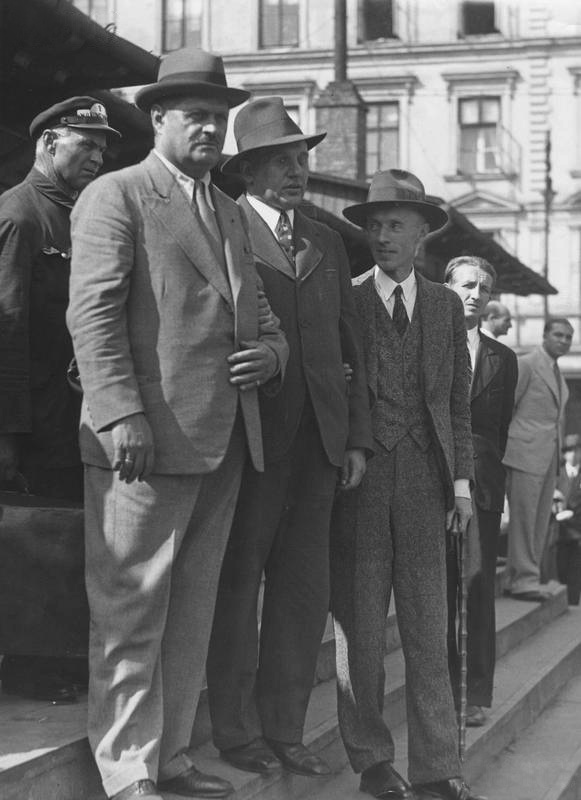
Nedić (vorne links) im Jahr 1934

Nach dem Krieg war er Stabsleiter der 4. und 3. Armee sowie Befehlshaber der Drava-Division. 1923 wurde er zum Divisionsgeneral und 1930 schließlich zum Armeegeneral befördert. Zwischen 1934 und 1935 war er Generalstabschef der jugoslawischen Armee.
Am 26. August 1939 wurde Nedić Kriegsminister des Königreichs Jugoslawien. Einen möglichen Kriegseintritt Jugoslawiens gegen das nationalsozialistisch regierte Deutschland lehnte er ab, zumal in der Folge der wichtigste Verbündete, Frankreich besiegt und besetzt war. Laut Nedić hatte Jugoslawien nicht genügend Soldaten und Waffen, um einen Waffengang mit Deutschland oder dem faschistischen Italien überstehen zu können. Er vertrat zudem die Meinung, Jugoslawien müsse mit den Achsenmächten kollaborieren, auch um den Preis von territorialen Verlusten in Dalmatien, der Vojvodina und in Mazedonien. Dies brachte ihn in Gegnerschaft mit der Generalität, die sich nicht kampflos ergeben und notfalls nach Griechenland und Nordafrika ausweichen wollte, worauf ihn Prinzregent Paul am 6. November 1940 als Kriegsminister wieder entließ.

## Herrschaft über Serbien
Nach seiner Einsetzung als Militärbefehlshaber Serbiens im Juli 1941 entschied General Heinrich Danckelmann, Nedić mit der Administration des Landes zu betrauen. Zwar bot sich Dimitrije Ljotić zur Kollaboration an, doch entschied sich Danckelmann, auch auf Vorschlag von kollaborationswilligen Serben, für eine Person, die über ein bestimmtes Ansehen im Volk verfügte. Nedić lehnte anfänglich ab, nach langen Verhandlungen willigte er schließlich ein. Kurz zuvor hatte Nedić seinen einzigen Sohn und die schwangere Schwiegertochter bei einer Munitionsexplosion in Smederevo verloren, er nahm dann aber doch am 29. August 1941 das Amt des Premierministers in der so genannten „Regierung der nationalen Rettung“ an. Am 1. September 1941 hielt Nedić auf Radio Belgrad eine Rede, in der er seine Regierungsabsichten erläuterte: Um „den biologischen Erhalt des serbischen Volkes zu retten“, akzeptierte er die Besatzung; daher arbeitete er mit den Deutschen zusammen. Er lehnte auch jeglichen Widerstand gegen die fremde Besatzungsmacht ab. Gemeinsam mit Ljotić wollte Nedić Serbien befrieden und die kommunistischen Partisanen sowie kollaborationsunwillige Tschetniks ausschalten. Zu diesem Zweck wurden ihm bei den Verhandlungen mit Danckelmann 50.000 Mann als Staatswache zugesichert, dem die deutsche Seite jedoch nur zögerlich nachkam.
Die serbische Regierung unter Nedić nahm zahlreiche Flüchtlinge auf: ca. 600.000 Erwachsene und 86.000 Kinder serbischer Abstammung aus dem westlichen Teil Jugoslawiens (dem heutigen Kroatien und Bosnien), das unter der Kontrolle des Ustascha-Regimes stand, sowie 150.000 Serben aus Kosovo i Metohija, 10.000 Serben aus Syrmien und der ungarisch kontrollierten Batschka und bis zu 30.000 Kroaten und Slowenen, so auch den jungen Milan Kučan. Es wurden in Serbien allerdings auch über 200.000 Menschen getötet: 67.000 Partisanenkämpfer, 69.000 Tschetniks und 70.000 Zivilisten, die in Konzentrationslagern und durch deutsche „Sühnemaßnahmen“ umgebracht wurden. So wurden für einen getöteten deutschen Soldaten hundert Serben ermordet, wie etwa beim Massaker von Kraljevo und Kragujevac.

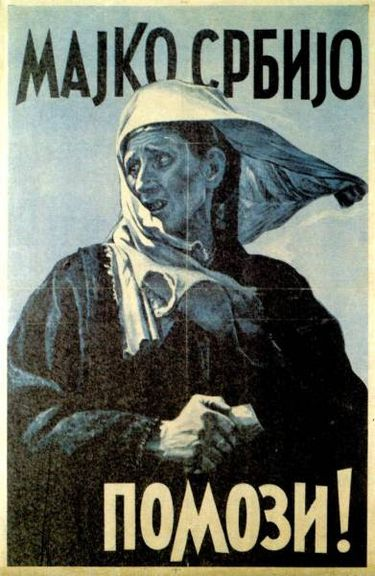
Propagandaplakat der Nedić-Regierung mit dem Titel „Mutter Serbien, hilf!“. Vorlage war das Foto einer aus dem USK geflüchteten Serbin. Milan Nedić wurde als „Mutter der Serben“ dargestellt die sich um die Serben kümmere und sie beschütze.

Mitte 1942 erklärten die Deutschen Serbien für „judenfrei“. Im besetzten Serbien wurden 6.478 Bibliotheken, 1.670 Schulen, 30 Hochschulen, 19 Museen, sieben Theater, 52 orthodoxe Kirchen und Klöster, 216 Moscheen, 63 Synagogen und über 60 verschiedene Lehranstalten zerstört oder geplündert.
Am 18. September 1943 wurde Nedić von Adolf Hitler im Führerhauptquartier Wolfsschanze empfangen. Joseph Goebbels schilderte die Begegnung in seinem Tagebuch:

„Der serbische Ministerpräsident Neditsch [sic] hat dem Führer einen Besuch gemacht. Er hat sich bei diesem Besuch außerordentlich gehorsam und devot gezeigt. Der Führer glaubt, daß er ihn zur Wiederherstellung der Ordnung in Serbien gut gebrauchen kann.“

1943 untersagte Hitler den deutschen Dienststellen das Hineinregieren in die inneren politischen Angelegenheiten des Landes. Die militärischen Angelegenheiten blieben jedoch fest in deutschen Händen, jede militärische Aktion seitens der serbischen Staatswache musste von deutschen Militärbefehlshabern begutachtet und abgesegnet werden. Einen Vertrauten gewann Nedić in Hermann Neubacher, dem Sonderbevollmächtigten des Auswärtigen Amtes beim deutschen Militärbefehlshaber. Gemeinsam mit Neubacher wollte er bei Hitler eine neue Grenzziehung zugunsten Serbiens erreichen, was dieser aber ablehnte.
Am 4. Oktober 1944 wurde die Regierung Nedić aufgelöst. Am 6. Oktober floh er gemeinsamen mit mehreren Regierungsmitgliedern aus Belgrad ins österreichische Kitzbühel. Am 1. Januar 1946 lieferten ihn die britischen Streitkräfte an das nun kommunistische Jugoslawien aus. Nedić wurde in Belgrad eingesperrt und regelmäßigen Verhören unter Leitung von Major Milo Milatović unterzogen, bei denen Folter und Drogen angewendet wurden.
Am 5. Februar 1946 wurde in jugoslawischen Zeitungen die Meldung veröffentlicht, dass Milan Nedić Selbstmord begangen hatte, indem er in einem unbewachten Augenblick aus einem Fenster gesprungen sei.

## Schriften
- Srpska vojska na albanskoj golgoti [Die serbische Armee auf dem albanischen Golgota]. Belgrad 1932.